# 金凤乡
金凤乡，是中华人民共和国湖南省娄底市新化县下辖的一个乡。

## 行政区划
金凤乡下辖以下地区：
金凤村、大湾村、大通村、光辉村、魏家村、坳坪村、阳雀村、岩山湾村、架桥村、马路村、笋芽村、竹林村、凤凰村、瑶湾村、命田村、铁炉村、滑板村、雪溪村、九龙山村、大坪村和坪油村。